# David Beatty (Filmeditor)
David Beatty ist ein US-amerikanischer Filmeditor. Er ist seit 1984 vor allem für Fernsehfilme und Miniserien tätig. Sein Schaffen beläuft sich auf über 45 Produktionen.

## Filmografie (Auswahl)
- 1989: In 80 Tagen um die Welt (Around The World In 80 Days, Miniserie)
- 1990: Heißes Erbe Las Vegas (Lucky Chances, Miniserie)
- 1991: Liebe, Lüge, Mord (Love, Lies and Murder, Fernsehfilm)
- 1995: Die Ehre zu fliegen (The Tuskegee Airmen, Fernsehfilm)
- 1997: Die Bibel – David (David, Fernsehfilm)
- 1997: In eisige Höhen – Sterben am Mount Everest (Into Thin Air: Death On Everest, Fernsehfilm)
- 2000: Der große Gatsby (The Great Gatsby, Fernsehfilm)
- 2001: The Big Heist (Fernsehfilm)
- 2002: Gefährliches Doppelleben – The Pilot’s Wife (The Pilot’s Wife, Fernsehfilm)
- 2006: All You’ve Got
- 2008: Tics – Meine lästigen Begleiter (Front of the Class, Fernsehfilm)
- 2013: Jeden Tag aufs Neue (Remember Sunday, Fernsehfilm)
- 2013: Bonnie & Clyde (Miniserie)
- 2014: Houdini (Miniserie)
- 2016: Mr. Church

## Auszeichnungen
Daytime Emmy Awards 1985
- Nominierung in der Kategorie Outstanding Achievement in Video Tape Editing

Eddie Award
- Nominierung für den Eddie Award in der Kategorie Best Edited Episode from a Television Mini-Series für In 80 Tagen um die Welt
- Nominierung für den Eddie Award in der Kategorie Best Edited Motion Picture for Non-Commercial Television für Die Ehre zu fliegen

Primetime-Emmy-Verleihung 1996
- Emmy in der Kategorie Outstanding Editing for a Miniseries or a Special - Single Camera Production für Die Ehre zu fliegen